# Mestosoma alagoanum
Mestosoma alagoanum är en mångfotingart som först beskrevs av Christoph D. Schubart 1950.  Mestosoma alagoanum ingår i släktet Mestosoma och familjen orangeridubbelfotingar. Inga underarter finns listade i Catalogue of Life.